# Wheaton (Illinois)
Pour les articles homonymes, voir Wheaton.
La ville de Wheaton est le siège du comté de DuPage, dans l'Illinois, aux États-Unis.